# Ardis Fagerholm
Ardis Fagerholm (artistnamn Ardis), född 8 mars 1971 på Dominica, är en svensk tidigare sångerska och låtskrivare.
Hon skrev bland annat låtarna "Shotgun" från filmen Vendetta (1995) och "No Man's Land" från filmen Hamilton (1998). Fagerholm gav ut två album: Love Addict 1994, med singlarna "Ain't Nobody's Business", "Sweet as Candy", "Gimmi Love", "Original Sin" och "Love Addict", och Woman 1996, med singlarna "Dirty", "Woman to Woman" och "Get Away from Me".
Hon lämnade artistkarriären efter "No Man's Land" 1998. Hon medverkade dock på en singel med The Real Group, "Commonly Unique" 2000, och på Merit Hemmingsons skiva En plats i skogen från 2002.